# Parribacus japonicus
A Parribacus japonicus a felsőbbrendű rákok (Malacostraca) osztályának a tízlábú rákok (Decapoda) rendjébe, ezen belül a Scyllaridae családjába tartozó faj.

## Előfordulása
A Parribacus japonicus előfordul főleg Japánban (a neve is innen származik) és kis mennyiségben Dél-Koreában. Pontosabban Japán déli felén az egész partszakaszon (A Toyamai öböltől Chosi városáig, valamint a Nanpo szigeteken és a déli szigetláncon Okinawáig). Dél-Koreában pedig csak a Puszan körüli partszakaszon és Csendzsu sziget partjain. Az itt felsorolt helyeken mindenhol fogyasztják.

## Kinézete
Átlagos maximális hossza 16 centiméter, átlagos maximum szélessége 7.4 centiméter. A Scyllaridae családra jellemző két ellaposodott első csápja és nagy fejtora van. Páncélja széle fűrészelt és sörtés. A páncélja nagyrésze barnássárga, a szélein pedig kékes vagy lilás. A páncélon bolyhos szőrréteg figyelhető meg. Ollói nincsenek.

## Életmódja
Több fázison mennek át kikeléstől a kifejlésig. Először az Achelatara jellemző phyllosoma lárvaként kezdik, majd nisto lárvák lesznek,(ezek planktoni életmódot folytatnak) és csak aztán fog még egy fázis után fognak kifejleni szaporodóképes egyeddé. ez után homokos aljú sziklás partokra vándorol. Itt a homokban keres kisebb állatokat, mint puhatestűek és kisebb rákok. De ha hosszabb ideje éhes, bármit megeszik, ami hús. Ezt mind éjjel teszi, nappal sziklarepedésekben vagy a homokba ásva magát pihen.